# Dimitri Haik
Dimitri Haik Olaman ist ein ehemaliger mexikanischer Fußballspieler, der in der Verteidigung agierte.

## Laufbahn
Haik begann seine Profikarriere beim Hauptstadtverein UNAM Pumas, mit dem er in der 1980/81 die mexikanische Fußballmeisterschaft gewann. In der Meistersaison absolvierte er vier Punktspieleinsätze (ein Tor) sowie einen Einsatz in den an die Punktspielrunde anschließenden Liguillas. In der darauffolgenden Saison 1981/82 gehörte Haik mit 25 Punktspieleinsätzen (zwei Tore) sogar zu den Stammspielern der Pumas und war dies mit 18 Punktspieleinsätzen (ein Tor) in der Saison 1982/83 auch beim Lokalrivalen CD Coyotes Neza. Im weiteren Verlauf der 1980er Jahre war Haik noch für den Club Necaxa und die Cobras Querétaro tätig.

## Erfolge
- Mexikanischer Meister: 1980/81